# Майдан Копищанський (пункт контролю)
51°32′19.4″ пн. ш. 27°50′48.2″ сх. д. / 51.538722° пн. ш. 27.846722° сх. д.
Майда́н Копища́нський — пункт пропуску через державний кордон України на кордоні з Білоруссю.
Розташований у Житомирській області, Олевський район, поблизу села Майдан-Копищенський на автошляху Т 0605. З білоруського боку знаходиться пункт пропуску «Глушкевичі» на трасі Р36 у напрямку Лельчиць.
Вид пункту пропуску — автомобільний. Статус пункту пропуску — міждержавний.
Характер перевезень — пасажирський, вантажний.
Окрім радіологічного, митного та прикордонного контролю, пункт пропуску «Майдан Копищанський» може здійснювати фітосанітарний, ветеринарний, екологічний контроль та контроль Служби міжнародних автомобільних перевезень.
Пункт пропуску «Майдан Копищанський» входить до складу митного посту «Олевськ» Житомирської митниці. Код пункту пропуску — 10101 02 00 (21).